# Ikarbus Beograd
Cet article concerne l'entreprise serbe. Pour l'entreprise hongroise, voir Ikarus.
Ikarbus Beograd (code BELEX : IKRB) est une entreprise serbe qui a son siège social à Zemun, un quartier de Belgrade. Elle travaille dans le secteur de l'industrie manufacturière et, plus particulièrement, dans la construction d'autobus.

## Histoire

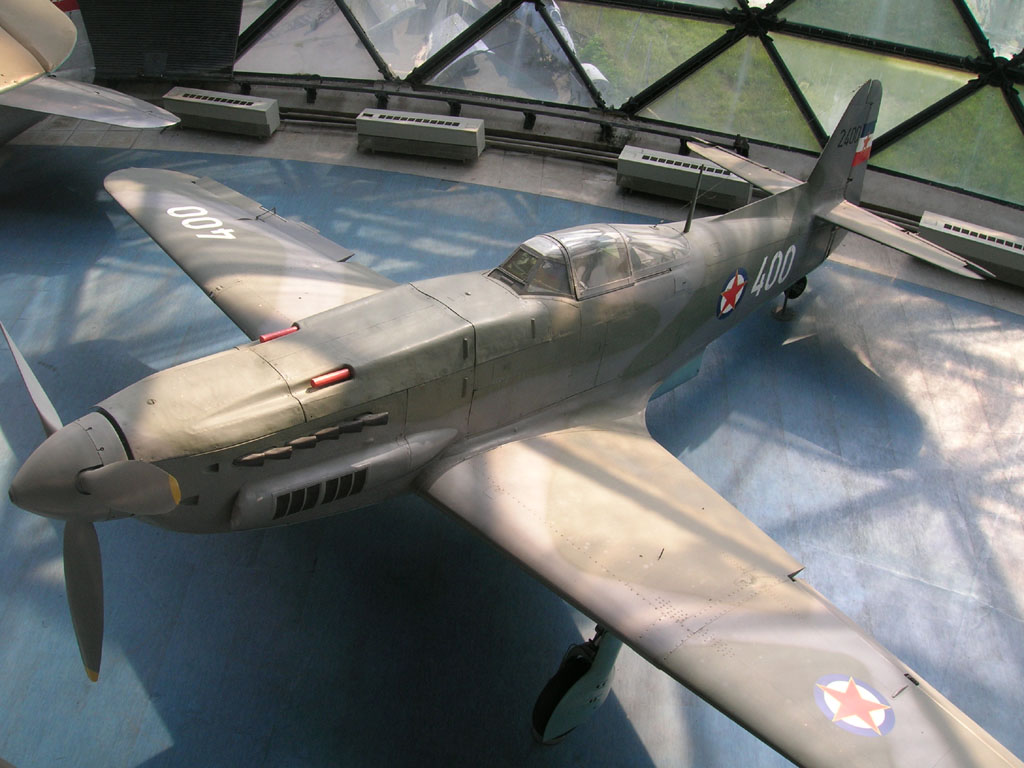
L'Ikarus S-49

La société Ikarbus a été créée à Novi Sad le 13 octobre 1923 par Dimitrije Konjović, un pilote et un officier de marine né à Stanišić, près de Sombor ; son frère aîné était le compositeur Petar Konjović et il était cousin du peintre Milan Konjović ; à cette époque, l'entreprise, nommée Ikarus, était un avionneur, qui, en 1927, commença la production d'avions militaires. En 1932, le siège social d'Ikarus fut transféré à Zemun. En 1941, la société fut confisquée par les nazis et, après avoir été bombardée par les Alliés en avril 1944, elle reprit ses activités au début du mois de novembre de la même année. En 1946, Dimitrije Konjović fut jugé pour collaboration et, à la suite de ce procès, Ikarus fut confisqué par le gouvernement de la République fédérale socialiste de Yougoslavie. Le 23 janvier 1948, Ikarus devint une entreprise d'État. De 1948 à 1954, la société sortit un certain nombre d'avions comme le bombardier Ikarus 214, conçu par Sima Milutinović ou encore l'avion de combat Ikarus S-49, le planeur Hawk 1, l'avion à réaction Ikarus 451, ou encore le planeur Ikarus Košava.
La société Ikarus sortit son premier autobus en 1954, tout en poursuivant sa carrière d'avionneur militaire. C'est ainsi que la firme créa le S-451MM Matica et le  S-451M Zolja. En revanche, en 1961, lui fut retiré son statut d'entreprise d'armement d'État. La société se consacra alors à la production d'autobus mais l'activité aéronautique est transférée à la nouvelle société SOKO. Le 13 décembre 1992, Ikarus fut transformée en société par actions et, le 30 juin 1993, l'entreprise fut rebaptisée Ikarbus.
Ikarbus Beograd, sous le nom de Ikarbus Zemun, a été admise au libre marché de la Bourse de Belgrade le 17 avril 2007.

## Activités
La société Ikarbus produit des autobus, à des fins commerciales et touristiques, notamment des bus roulant au gaz naturel, ainsi que des pièces servant à leur maintenance ; la société fournit également un service de maintenance pour les véhicules issus de sa propre chaîne de production,.

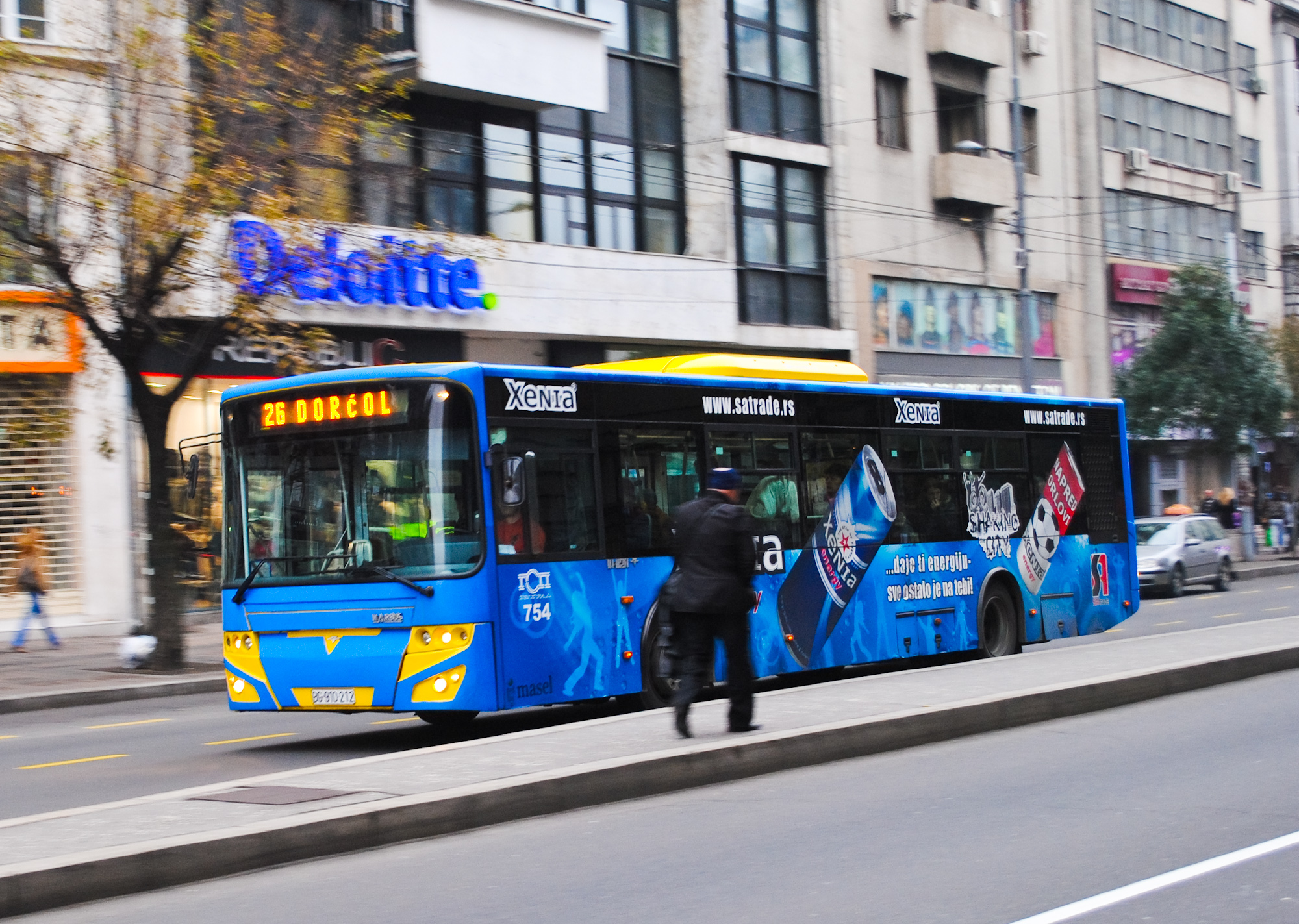
IK-112N
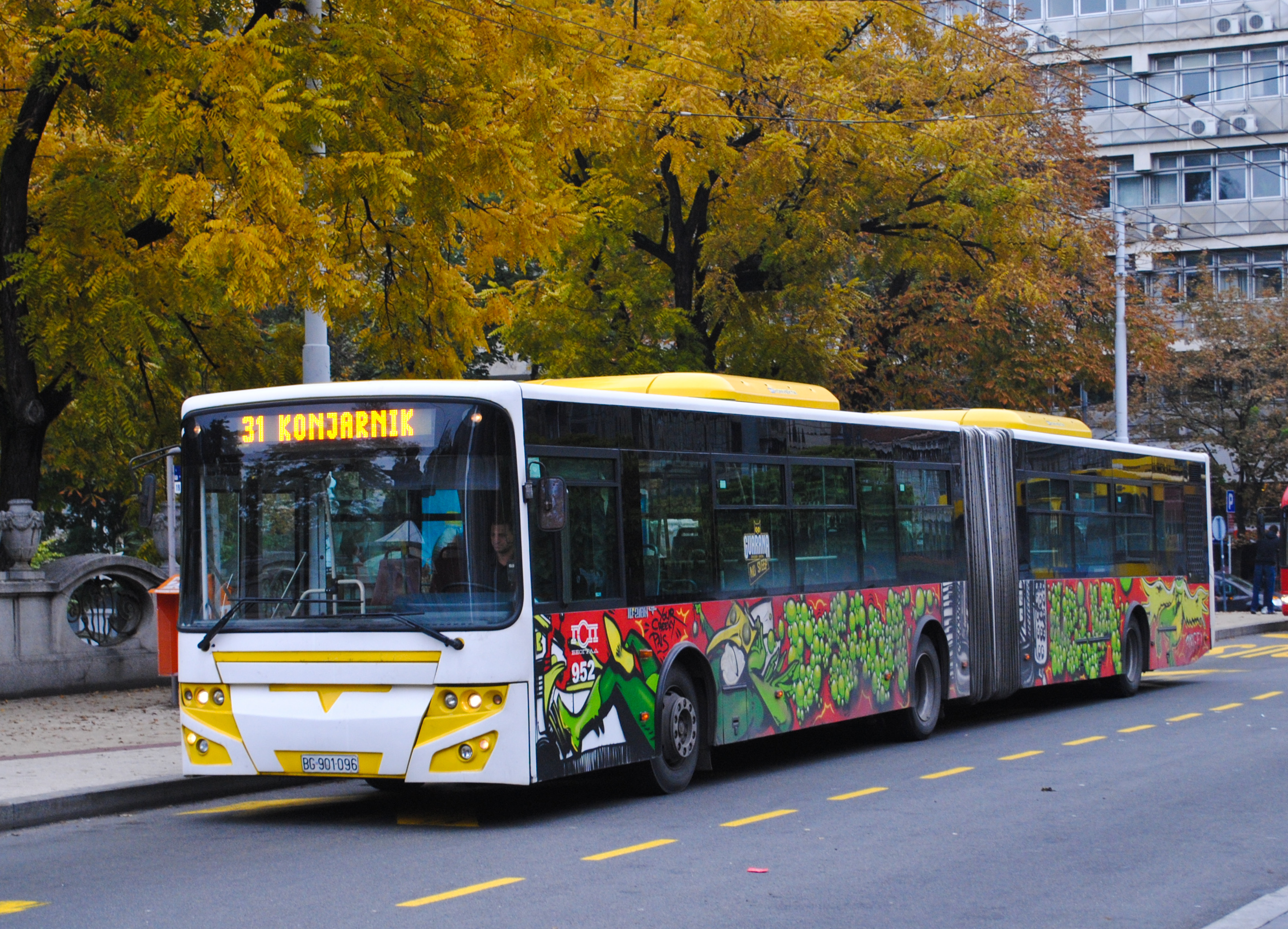
IK-218N
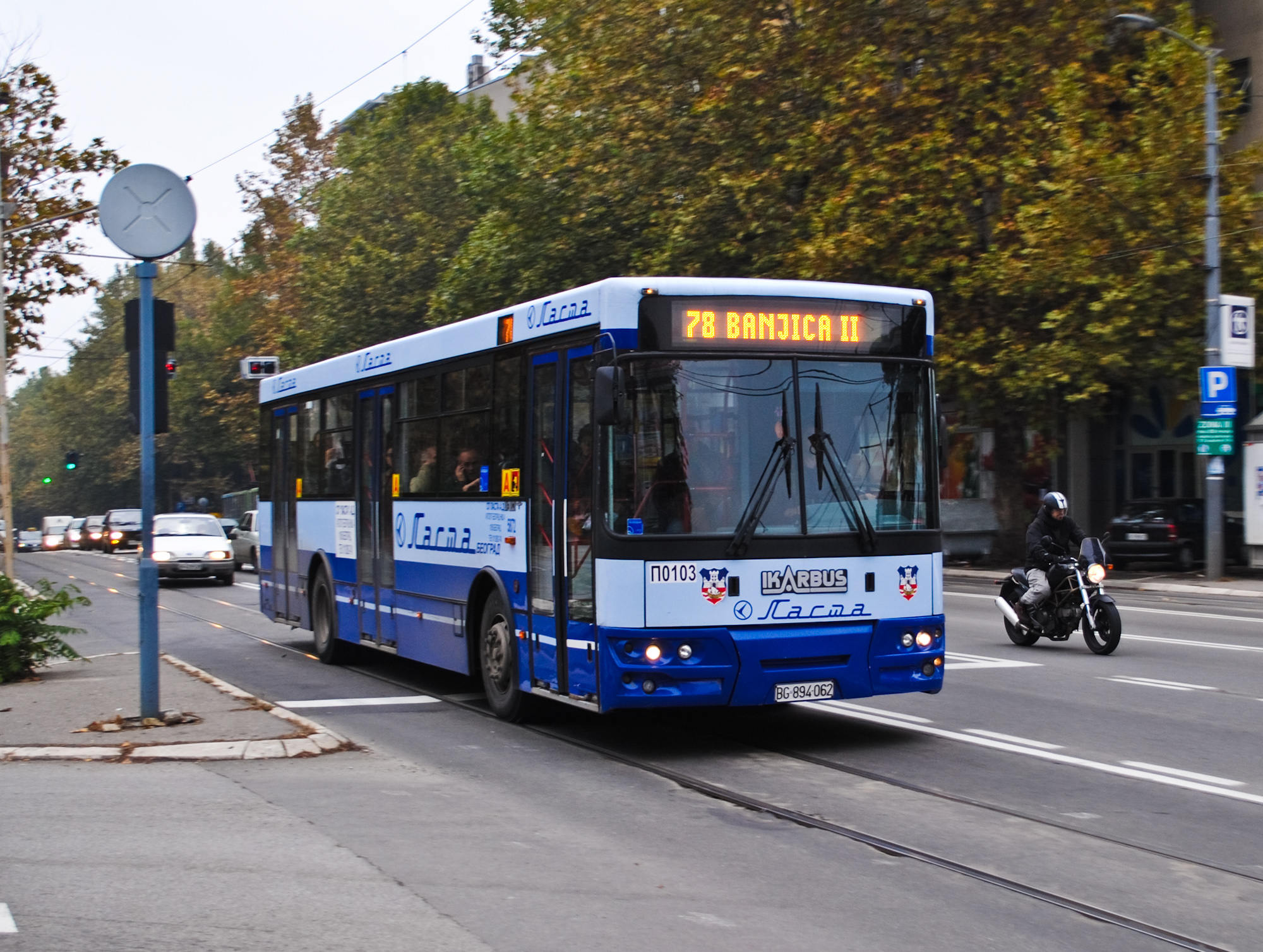
IK-103

## Données boursières
Le 24 juin 2013, l'action de Ikarbus Beograd valait 900 RSD (7,85 EUR). Elle a connu son cours le plus élevé, soit 7 200 RSD (62,85 EUR), le 4 février 2008 et son cours le plus bas, soit 900 RSD (7,85 EUR), le 20 août 2010.
Le capital de Ikarbus Beograd est détenu à hauteur de 74,80 % par des entités juridiques, dont 49,39 % par l'Agence de privatisation de la République de Serbie ; les personnes physiques en détiennent 23,22 %.